# هندوانه تخم‌سفید
هندوانه تخم‌سفید (نام علمی: Cucumeropsis mannii) نام یک گونه از تیره کدوییان است.